# Schildvoetblad
Schildvoetblad (Podophyllum peltatum), ook bekend onder de namen meiappel en eendenvoet, is een kruidachtige, vaste plant uit de familie Berberidaceae. Het is wijdverbreid in het grootste deel van de oostelijke Verenigde Staten en het zuidoosten van Canada.
Schildvoetblad is een bosplant die doorgaans in clusters groet, afkomstig van één enkele wortel. De stengels worden 30–40 cm lang cm hoog, met handvormig gelobde paraplu-achtige bladeren tot 20–40 cm diameter met 3–9 ondiep tot diep ingesneden lobben. De planten produceren meerdere stengels vanuit een kruipende ondergrondse wortelstok; sommige stengels dragen één blad en produceren geen bloemen of vruchten, terwijl bloeiende stengels een paar of meer bladeren produceren met 1-8 bloemen in de oksel tussen de apicale bladeren. De bloemen zijn wit, geel of rood, 2–6 cm in diameter met 6–9 bloemblaadjes, en rijpt tot een groene, gele of rode vlezige vrucht van 2–5 cm lang.

## Giftigheid
Alle delen van de plant zijn giftig, inclusief de groene vrucht, maar zodra de vrucht geel is geworden, kan hij veilig gegeten worden. De rijpe vrucht produceert geen vergif.
Schildvoetblad bevat podofyllotoxine (ook podophylline genoemd), wat zeer giftig is bij inname, maar kan worden gebruikt als medicament bij lokaal gebruik. Het wordt gebruikt als braakmiddel en cytostaticum.
De onrijpe groene vrucht is giftig. De rijpe gele vrucht is in kleine hoeveelheden eetbaar en wordt soms tot gelei verwerkt, hoewel de vrucht giftig is als hij in grote hoeveelheden wordt geconsumeerd. De wortelstok, het blad en de wortels zijn ook giftig.

## Gebruik
Schildvoetblad werd door Amerikaanse indianen gebruikt als braakmiddel, laxeermiddel  en anthelminthicum. De wortelstok van schildvoetblad werd voor verschillende medicinale doeleinden gebruikt.
Schildvoetblad kan lokaal worden gebruikt als escharoticum bij het verwijderen van wratten. Twee van zijn derivaten, etoposide en teniposide, hebben veelbelovende resultaten opgeleverd bij de behandeling van sommige vormen van kanker. Etoposide staat op de lijst van essentiële geneesmiddelen van de Wereldgezondheidsorganisatie  en is afgeleid van podofyllotoxine.
Schildvoetblad wordt ook gekweekt als sierplant vanwege hun aantrekkelijke bladeren en bloemen, en ze zijn een larve-gastheer voor de vlinders Papaipema cerina en Papaipema rutila.

## Afbeeldingen

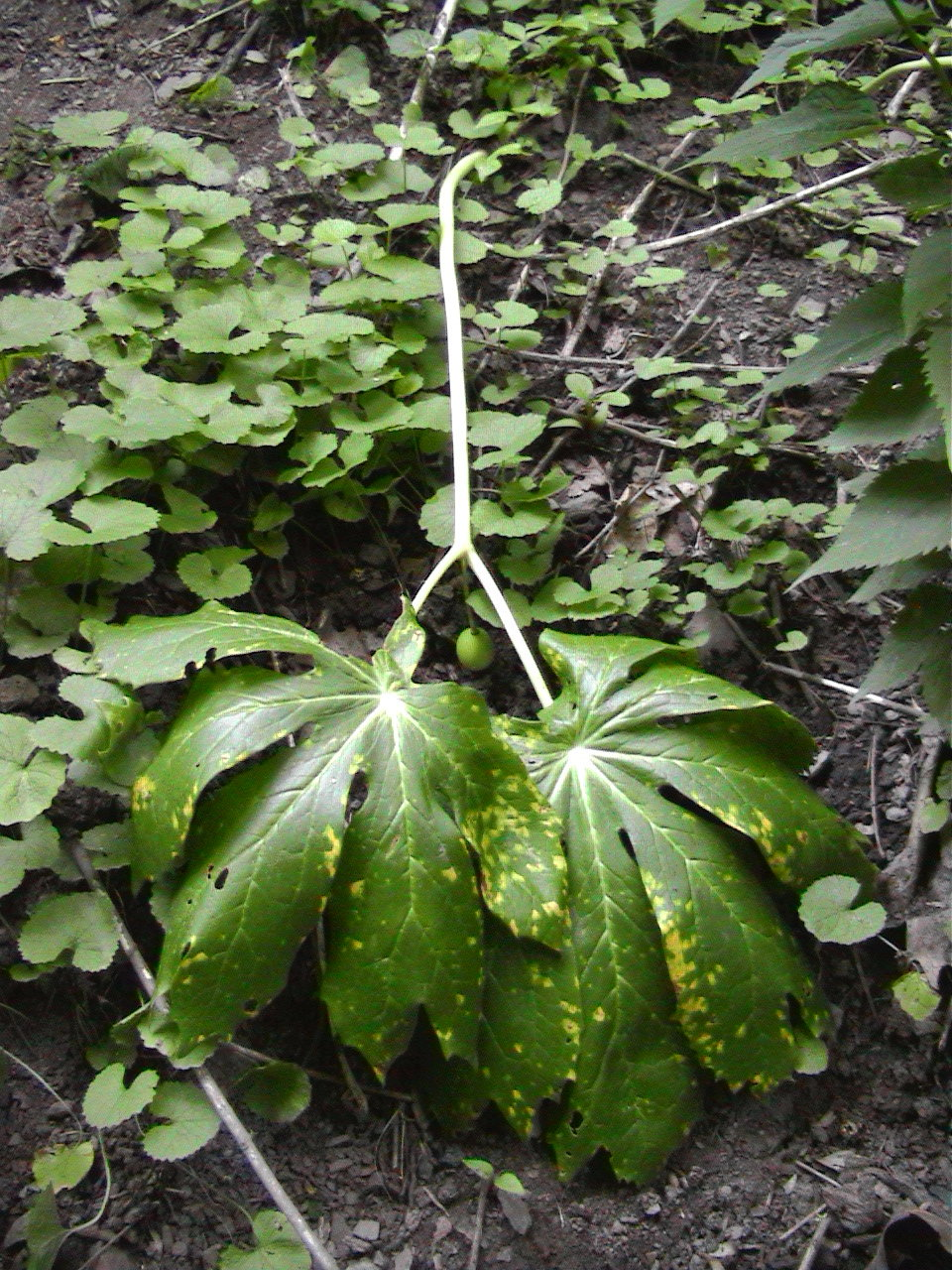
vrucht
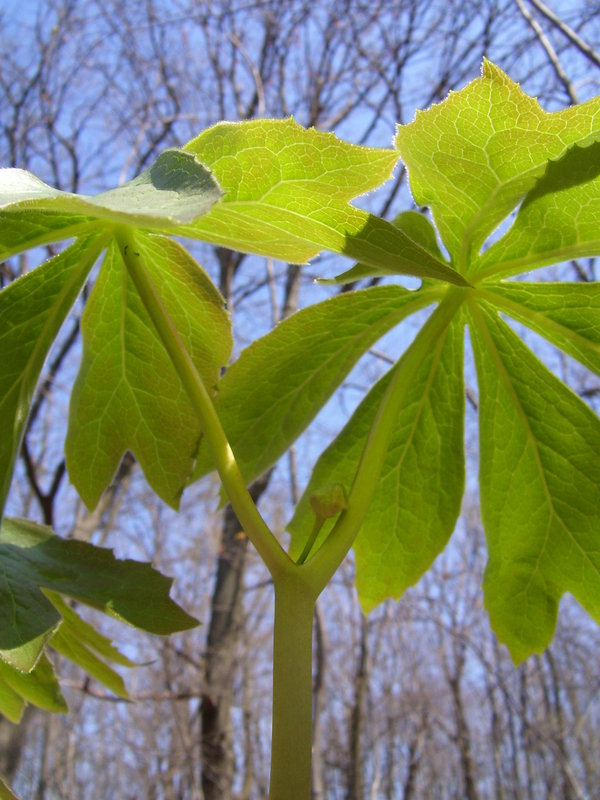
vrucht
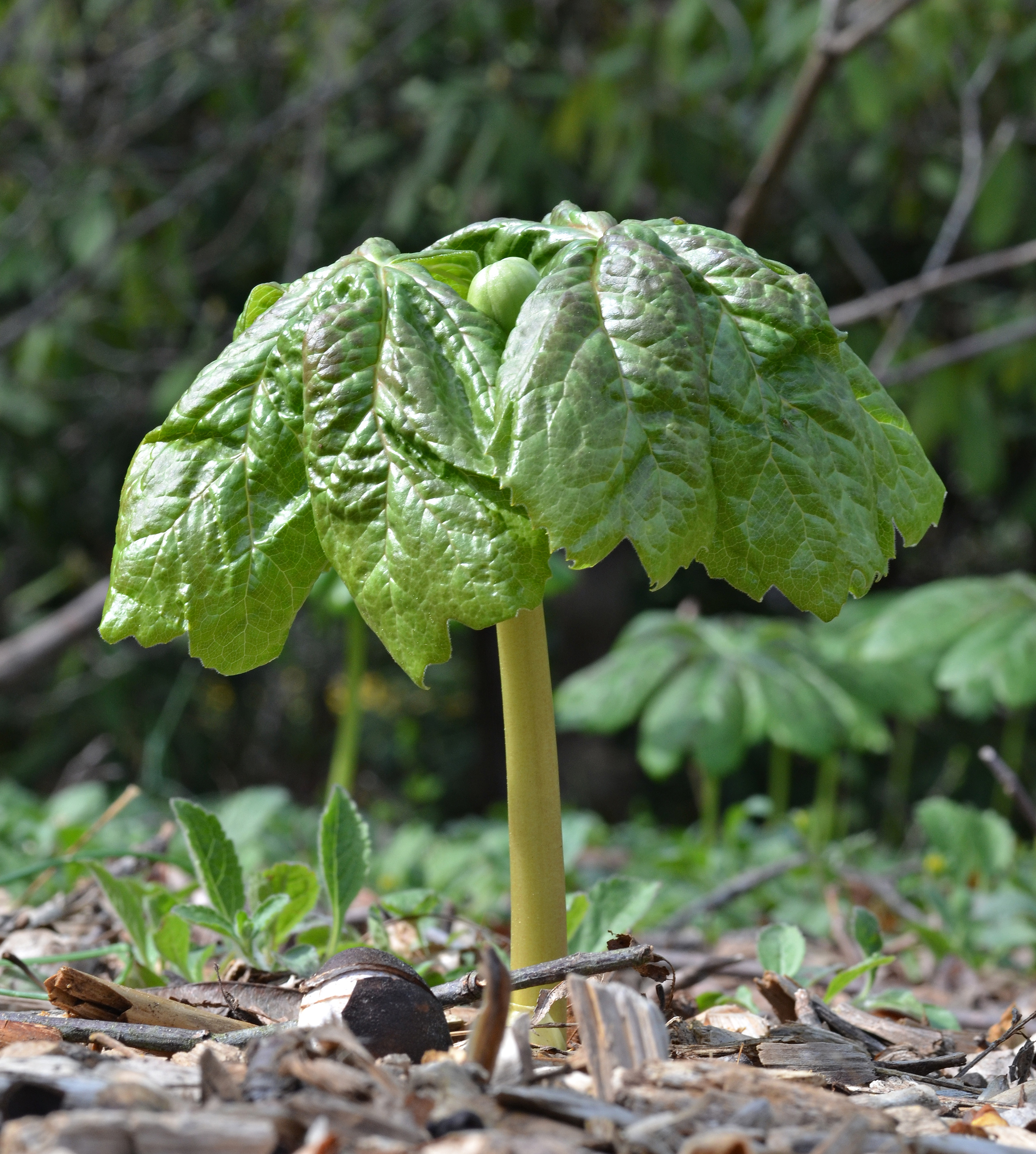
vrucht
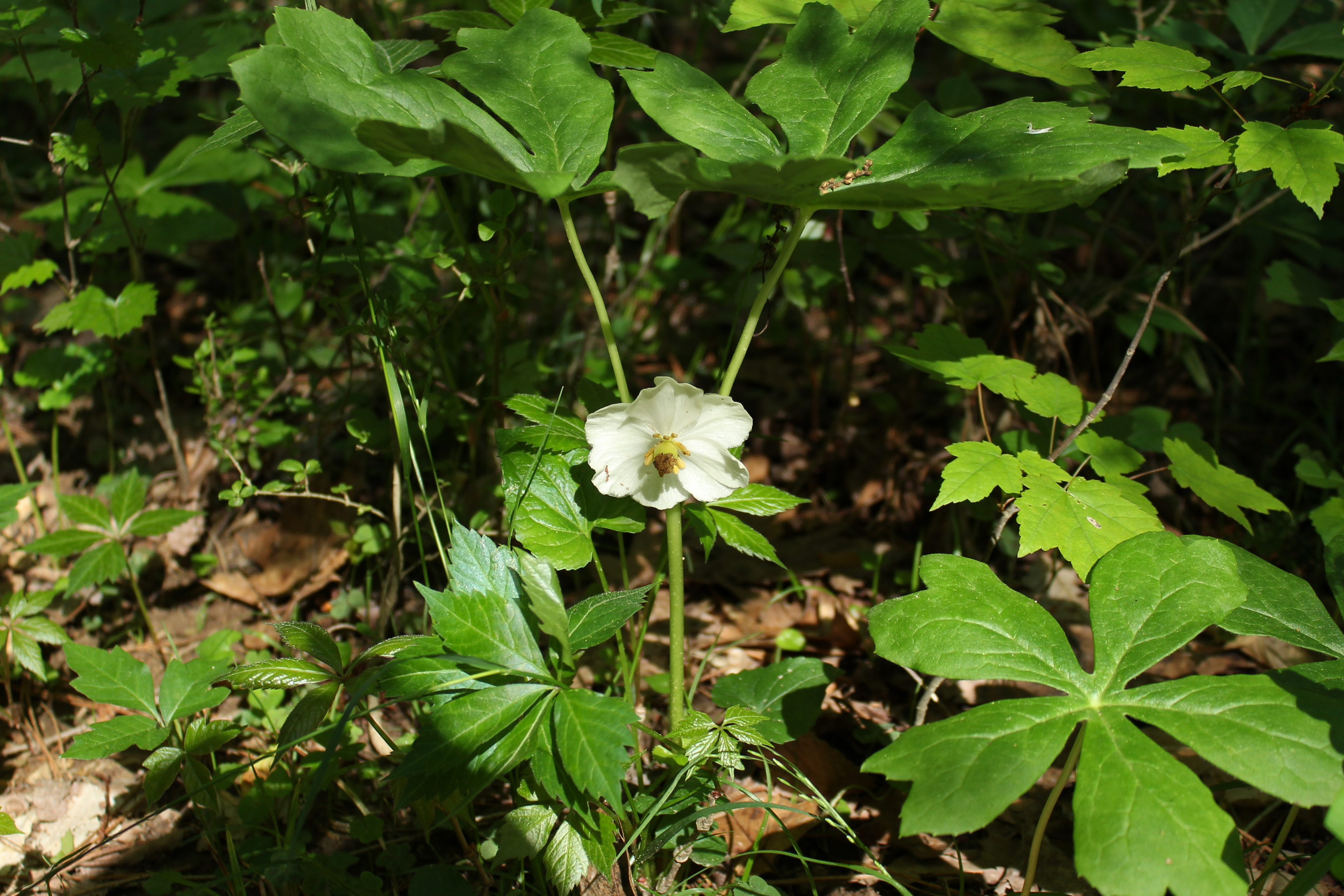
bloem
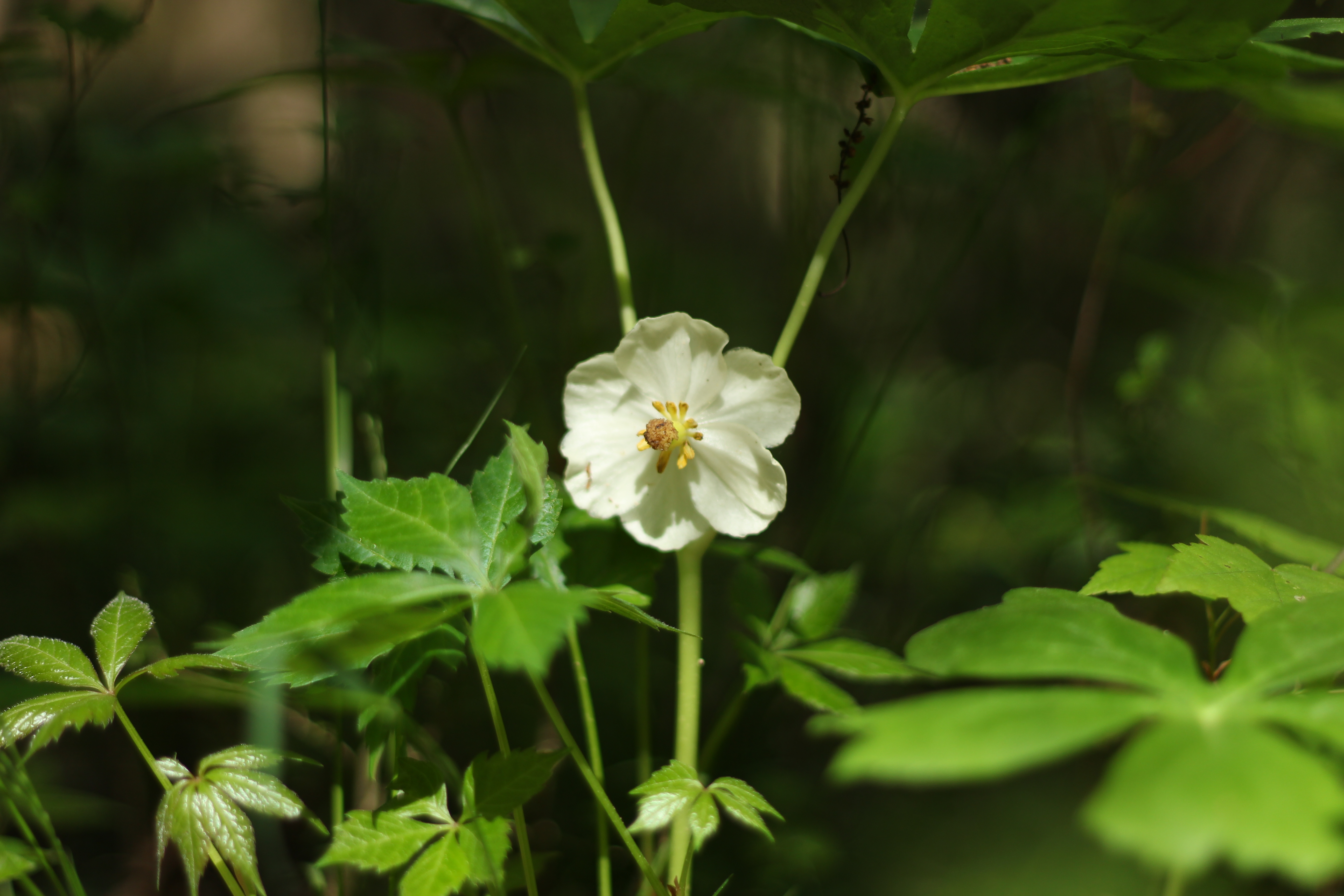
bloem